# 埃里克·格雷韦柳斯
埃里克·格雷韦柳斯（瑞典語：Erik Grevelius，2000年6月24日—），瑞典男子网球运动员。
格雷韦柳斯在2024年斯德哥尔摩网球公开赛上，与菲利普·贝里维搭档获得双打正赛外卡，从而完成了他的ATP正赛首秀。
格雷韦柳斯曾代表佐治亚大学参加大学网球比赛，之后转学至南佛罗里达大学。